# Wusun

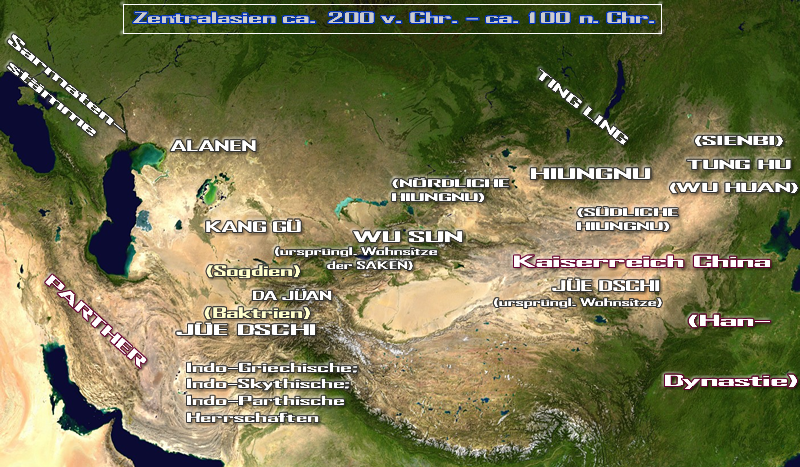
Konfederacja Wusun i jej sąsiedzi na przełomie er

Wusun – środkowoazjatycka konfederacja plemion koczowniczych, istniejąca od II w. p.n.e. do V w. n.e.
Według półlegendarnego przekazu początkowo Wusunowie zajmowali tereny dzisiejszej zachodniej Mongolii, skąd jednak zostali przepędzeni na zachód przez Xiongnu lub, co bardziej prawdopodobne, przez Yuezhi. Wydaje się, że wycofali się oni wtedy do Siedmiorzecza. Ich wódz (noszący tytuł kunmo) został zabity, jednak jego syn, który miał się wychowywać pośród Xiongnu, po dojściu do pełnoletniości miał zadać Yuezhi straszliwą klęskę. Wiadomo, że po tym, jak w latach 176 i 174 p.n.e. Yuezhi pokonał shanyu Xiongnu Laoshang (174–160 p.n.e.) osiedlili się oni w dolinie rzeki Ili, jednak w roku 162 p.n.e. pokonali ich Wusunowie sprzymierzeni z Xiongnu i sami zajęli to terytorium. 
Wusunowie zaczęli uznawać zwierzchność Xiongnu pod koniec panowania shanyu Maoduna (209–174 p.n.e.) Kiedy cesarz Wu (140–87 p.n.e.) rozpoczął wojnę z Xiongnu Chińczycy zaczęli dążyć do przeciągnięcia Wusunów na swoją stronę. Ci, wykorzystując osłabienie Xiongnu chińskimi zwycięstwami, przestali uznawać ich zwierzchność, nie byli jednak skłonni do zawierania sojuszu z Chinami. Ok. 115 p.n.e. do Wusunów dotarł chiński wysłannik Zhang Qian z bogatymi darami. Wusunowie nie zaakceptowali jego propozycji przemieszczenia się na wschód i zaatakowania Xiongnu, niemniej nawiązali kontakty dyplomatyczne z dynastią Han. Pomiędzy 110 a 105 p.n.e. chiński dwór podjął decyzję wysłania „księżniczki” celem poślubienia kunmo. Ten zaakceptował to małżeństwo, jednak shanyu Xiongnu również wysłał „księżniczkę” dla kunmo i uzyskała ona wyższy status niż jego chińska małżonka. Mimo to w roku 105 p.n.e. kolejny kunmo także uzyskał chińską „księżniczkę” za żonę. Ostatecznie w roku 72 p.n.e. Wusunowie wspólnie z armią Hanów zaatakowali obóz „Luli, króla prawej strony” Xiongnu i pojmali 40 tysięcy ludzi oraz 750 tysięcy koni, wołów, owiec, osłów i wielbłądów. W roku następnym we wspólnym ataku Wusunów z zachodu, Dingling z północy i Wuhuan ze wschodu Xiongnu mieli stracić trzydzieści procent swojej populacji oraz połowę pogłowia zwierząt. Od tego czasu kontrola Xiongnu nad państwami podległymi całkowicie załamała się, zaś syn kunmo został władcą Jarkandu, skąd przez pewien czas rządził większością basenu Tarymu.
Większość znanych informacji na temat Wusunów pochodzi ze źródeł chińskich. Ich konfederacja obejmowała podbite lokalne odłamy Saków i Yuezhi. Pochodzenie etniczne samych Wusunów jest sporne, jednak jest oczywiste iż „większość populacji składała się pod względem językowym z irańskich plemion Saków”. Administracyjnym i politycznym centrum państwa było miasto Chigu („Miasto Czerwonej Doliny”). Położone na jednym z odgałęzień jedwabnego szlaku było ważnym centrum handlowym, znajdującym się w basenie jeziora Issyk-kul. Jego dokładna lokalizacja pozostaje jednak nieznana. Najważniejszym zajęciem Wusunów była hodowla bydła. Warunki klimatyczne Siedmiorzecza i gór Tienszan nie pozwalały na ciągłe wędrowanie w poszukiwaniu pastwisk i wody, dlatego Wusunowie byli seminomadami; przemieszczali się oni z jednej strefy klimatycznej do drugiej wraz ze zmianą sezonu. Według Księgi Hanów ich populacja miała liczyć 630 tys., w tym 188 tys. mężczyzn zdolnych do noszenia broni. Zabytki archeologiczne z okresu zamieszkiwania Siedmiorzecza i Tienszanu przez Wusunów są bardzo zróżnicowane i odzwierciedlają różnorodny skład etniczny populacji. Większość cmentarzy, które musiały należeć do miejscowych Saków wchodzących w skład konfederacji, zachowuje tradycje, ryty grobowe i kulturę materialną wcześniejszych Saków. Z samymi Wusunami wiązane są kurhany z liniowymi pochówkami i „katakumbowymi”, komnatowymi grobowcami. Zawierały one broń, a w niektórych przypadkach także bogatą biżuterię i ozdoby, co świadczy o znacznym zróżnicowaniu społecznym. 
Niewiele wiadomo na temat historii Wusunów w pierwszych wiekach ery chrześcijańskiej. Kiedy Xianbei zostali na krótko zjednoczeni przez Tanshihuai (ok. 156– ok. 180) Wusunowie musieli uznać jego zwierzchnictwo. Później pod presją Rouran opuścili oni Siedmiorzecze i szukali schronienia w górach Tienszan. Ostatnia wzmianka o nich pochodzi z roku 436, kiedy odwiedziła ich chińska misja dyplomatyczna. Prawdopodobnie w połowie V wieku Wusunowie wraz z innymi miejscowymi ludami ulegli Heftalitom.